# Sous-développement
Pour les articles homonymes, voir Développement.

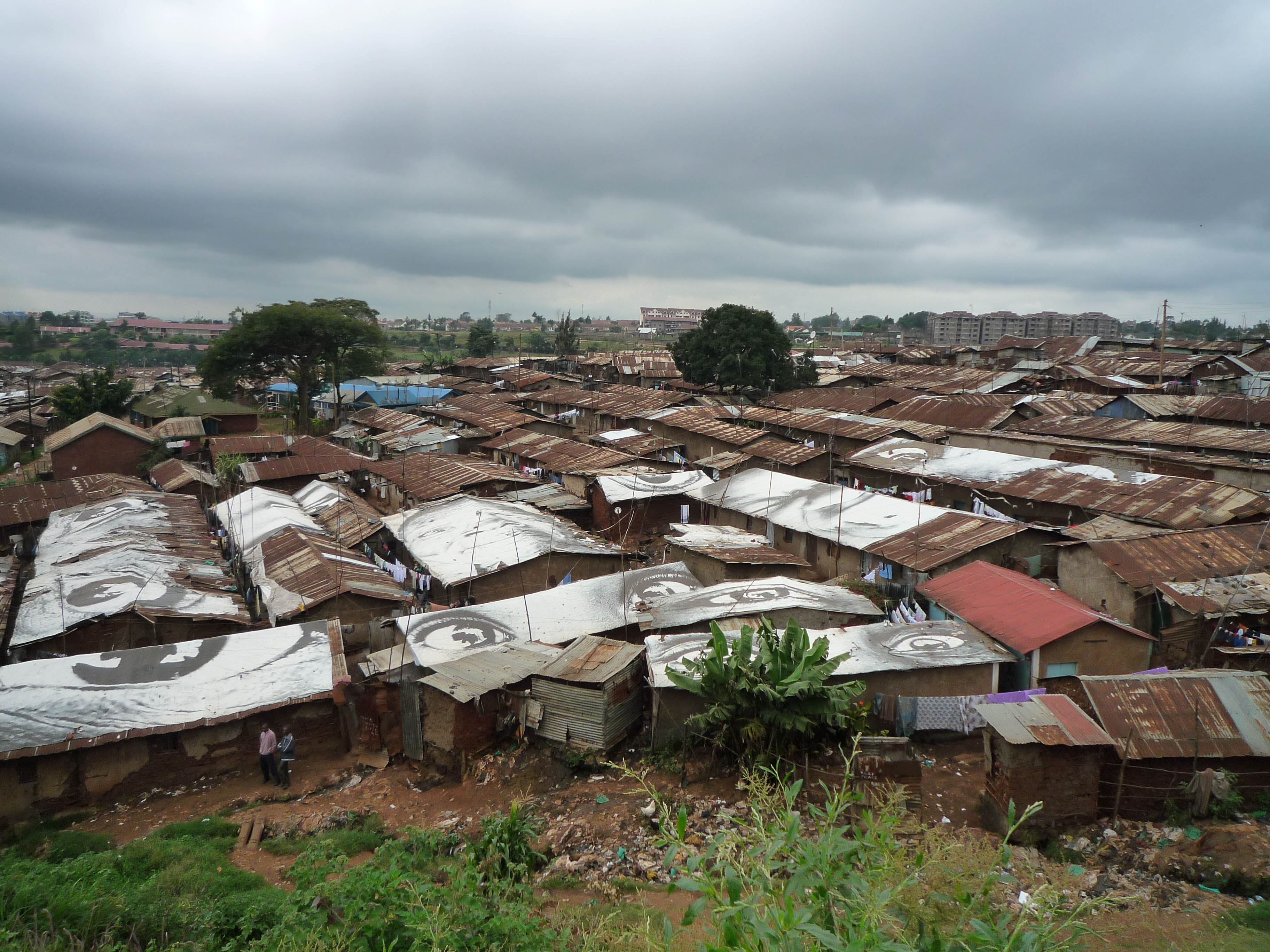
Vue sur un bidonville, un exemple d'endroit sous-développé.

On parle de pays sous-développé et de sous-développement d'un pays lorsque la situation sanitaire et économique y est très mauvaise. Le terme pays sous-développé n'est plus beaucoup employé, on préfère le terme plus neutre de pays en développement, ou pays en voie de développement. Les pays les plus pauvres sont les pays les moins avancés.

## Historique
Le concept nait au lendemain de la Seconde Guerre mondiale. Le 20 janvier 1949, dans son discours sur l'état de l'Union, le président des États-Unis Harry Truman emploie pour la première fois le mot « sous-développé » (underdeveloped) :
« Il nous faut lancer un nouveau programme qui soit audacieux et qui mette les avantages de notre avance scientifique et de notre progrès industriel au service de l'amélioration et de la croissance des régions sous-développées. Plus de la moitié des gens dans le monde vit dans des conditions voisines de la misère. Ils n'ont pas assez à manger. Ils sont victimes de maladies. Leur pauvreté constitue un handicap et une menace, tant pour eux que pour les régions les plus prospères ».
En anglais :
« We must embark on a bold new program for making the benefits of our scientific advances and industrial progress available for the improvement and growth of underdeveloped areas. More than half the people of the world are living in conditions approaching misery. Their food is inadequate. They are victims of disease. Their economic life is primitive and stagnant. Their poverty is a handicap and a threat both to them and to more prosperous areas ».
Après la Seconde Guerre mondiale, l'Occident se rend compte de l'immense misère de plus de deux tiers de l'Humanité (qui répartissent uniquement le cinquième du revenu mondial entre eux et dont la majorité des individus vit avec l'équivalent de 100 dollars US par an seulement issus, essentiellement, de la culture très peu mécanisée du sol). Le tiers restant est réparti comme suit : à peine le septième vit dans les pays à revenu élevé comme l'Australie, la Finlande ou la Suisse, et près de 20 % dans les pays à revenu moyen à l'instar de l'Argentine, de la Malaisie ou de l'Uruguay. Les pays riches rêvent, ou du moins affichent l'ambition de faire sortir les pays sous-développés de cette misère. Aussi l'influence des pays du Nord est extrêmement forte sur les ex-pays colonisés. En effet, l'exploitation de ces derniers est l'un des facteurs de la croissance économique des pays riches.
La notion de sous-développement a longtemps fait partie de la politique étrangère des États-Unis, qui voulaient faire accepter l'aide occidentale aux pays du Sud pour contrer l'influence que la solution communiste pourrait avoir dans ces pays.

## Thèses controversées du sous-développement
Bien que les pays de l'OCDE sont tous situés dans des régions à température moyenne faible et tous les pays pauvres dans des zones chaudes, le climat n'est pas, tout à fait, déterminant du développement (ou du sous-développement). Beaucoup de civilisations brillantes se sont développées dans des zones à climat chaud (aussi bien l'Égypte antique, les civilisations gréco-romaine qu'arabo-musulmane se sont épanouies dans des régions à climat chaud du Proche-Orient, de l'Afrique du Nord et du Sud de l'Europe). Le climat (ou la géographie) ne constitue pas un défi au développement : ses effets désastreux sur la productivité de l'homme, du sol et du capital peuvent être annulés par le développement de la technologie et du commerce international.
Si les citoyens des pays pauvres ne sont pas blancs et ceux des pays riches sont blancs, cela ne veut aucunement dire que l'homme blanc à un coefficient d'intelligence et une productivité beaucoup plus élevés que ceux de l'homme de couleur. Aucune étude sérieuse ne peut prouver cela. Les civilisations précédemment citées ont été réalisées par des hommes dont la couleur de la peau n'est pas, tout à fait, blanche et ces civilisations ont été le fruit de nombreux progrès dans des domaines aussi variés que la philosophie, la géographie, la géométrie, les mathématiques, la médecine, la poésie, le théâtre (dont nous sommes les héritiers) ou même l'espace et le commerce entre l'Extrême-Orient, l'Afrique et l'Europe.
Pour Max Weber, le protestantisme, influencé par les idées issues du puritanisme et du calvinisme pour qui le travail est salué par Dieu et le taux d'intérêt ne doit pas être considéré comme un péché, joue un rôle déterminant aussi bien dans l'avènement du capitalisme que dans le développement économique. Il est vrai que le déterminisme et le désespoir qui en est la conséquence, le manque de volonté (et de savoir) entreprendre et de l'initiative privée, la crainte du risque, le charlatanisme et la méprise de l'esprit d'innovation, d'épargne (destinée à l'investissement productif) et du changement pour une vie matérielle meilleure sont totalement défavorables au progrès économique. Mais à considérer que la thèse de Weber constitue le seul moyen qui mène au développement paraît très forte. En effet, de nombreux pays ont connu un développement spectaculaire (et plus important que celui atteint même par d'autres pays développés comme le Canada protestante à partir des années 1950) sans que leurs habitants ne soient protestants. La France, l'Italie et la République fédérale d'Allemagne catholiques en sont des exemples parmi d'autres.

## Le triomphe d'une vision économétrique
La notion de sous-développement marque en outre le triomphe d'une vision économétrique du monde, où les pays sont classés non plus selon leurs caractéristiques culturelles, sociales, et humaines, mais en fonction du Produit National Brut par habitant. À partir des années 1990 et de l'émergence des exigences de développement durable, cette vision commence à être remise en cause, et les critères purement comptables liés au calcul du PNB ou du PIB sont aujourd'hui critiqués par de nombreux experts (voir Limites du PIB et défauts dans sa détermination). On préfère aujourd'hui employer l'indicateur de développement humain pour rendre compte des disparités de niveaux de développement entre les pays.
Les pays sous-développés qui appliquent les "bonnes" méthodes de développement économique (bonne gouvernance, libéralisme(?) économique (par exemple respect du droit à la propriété), etc.) améliorent leur situation et peuvent devenir des pays émergents (cas de multiples pays d'Asie), puis des pays développés (cas de la Corée du Sud passée du stade de sous-développé à un stade de pays très avancé). Bien que les pays en développement connaissent une croissance de la population qui constitue un atout majeur de la croissance économique, elle est mal exploitée en raison du manque de ressources dont principalement les bas salaires qui impliquent une baisse de la productivité de la main-d'œuvre (i.e théorie de l'efficience X d'Harvey Leibenstein). Ce handicap majeur fait que ces pays n'ont pas atteint le décollage économique au sens de Walt Whitman Rostow (i.e les étapes de la croissance économique, un manifeste non communiste) et la misère de la population reste une pathologie chronique. En donnant l'exemple de la France actuelle, Jean-Marie Albertini considère que les résultats de l'immigration (de la main-d'œuvre étrangère notamment africaine encouragée par les autorités nationales pour stimuler la croissance) n'ont pas été encourageants. Les mauvaises conditions de travail et de vie de ces travailleurs ont fait que des secteurs économiques comme celui du bâtiment sont restés arriérés et des entreprises éliminées par faute de ne pas avoir une main-d'œuvre plus compétente, plus qualifiée et donc plus productive.

## Évolutions récentes
Le Programme des Nations unies pour le développement (PNUD), sous l'égide de l'ONU coordonne des efforts en faveur du développement économique des pays sous-développés. Le PNUD a lancé en 2000 les Objectifs du millénaire pour le développement, ratifiés par l’ensemble des États membres.
Cette vision a évolué chez les acteurs de terrain vers la notion de maldéveloppement, qui s'abstrait des velléités d'influence politique et de la vision purement économique pour essayer de comprendre les origines du décalage entre les pays du Nord et ceux du Sud. Encore que ces appellations géographiques peu précises, souvent utilisées par les altermondialistes, aient une connotation pouvant paraître raciste[réf. nécessaire].